# Iris caucasica
Iris caucasica là một loài thực vật có hoa trong họ Diên vĩ. Loài này được Hoffm. miêu tả khoa học đầu tiên năm 1808.